# Godtfred Kirk Christiansen
Godtfred Kirk Christiansen, född 8 juli 1920 i Billund, Danmark, död 13 juli 1995, var direktör för Lego mellan 1958 och 1995.
Han var son till Legos skapare Ole Kirk Christiansen, och far till Kjeld Kirk Kristiansen senare var chef för Lego.
Godtfred Kirk Christiansen – kallad och känd som GKC – började tidigt arbeta i faderns snickeri som utvecklades till leksakstillverkare under namnet Lego på 1930-talet. Sonen fick ta hand om ekonomin. Av grundarens fyra söner blev det han som tog över ledningen av företaget på 1950-talet. Han spelade en avgörande roll i utvecklingen av bolaget och satsningen på plastleksaker efter att först varit skeptisk till att lämna trä som material. Han ledde företaget under de expansiva åren på 1960-talet då export världen över inleddes och bland annat Legoland invigdes. 